# William Chaumet
Pour les articles homonymes, voir Chaumet.
William Chaumet est un compositeur français né le 26 avril 1842 à Bordeaux et mort le 19 octobre 1903 à Saint-Médard-en-Jalles (Gironde).

## Biographie
Jean-Baptiste-William Chaumet naît le 26 avril 1842 à Bordeaux,,.                                    
Destiné à une carrière commerciale, dans la lignée de ses parents, il étudie la musique en cachette et écrit jeune un opéra, Le Coche, qu'il ne parvient cependant pas à faire représenter à Bordeaux,.                  
Il ne se décourage pas pour autant et compose Le Péché de Géronte, donné à Paris au théâtre de l'Athénée le 31 décembre 1872. Suivront alors divers ouvrages lyriques, dont Méhul chez Gluck, d'après Adolphe Adam, créé à l'Athénée en janvier 1873.                  
En 1875, Chaumet est le premier lauréat du prix Cressent avec Bathyle, sur un livret d'Édouard Blau, partition créée le 4 mai 1877 à l'Opéra-Comique,.                  
Avec Hérode, poème dramatique sur un texte de Georges Boyer, il obtient le prix Rossini décerné par l'Académie des beaux-arts de l'Institut en 1884. L'ouvrage est donné dans la salle du Conservatoire de Paris le 6 décembre 1885,.                  
Mam'zelle Pioupiou est représenté au théâtre de la Porte-Saint-Martin le 31 mai 1889, La Petite maison à l'Opéra-Comique le 5 juin 1903.                  
Outre ses œuvres à destination de la scène, William Chaumet a écrit Dante au tombeau de Béatrice, pour mezzo-soprano et piano (1877), Élégie pour violon et orgue (1887), Geneviève, légende pour baryton et orchestre (1892), Patria, poème dramatique pour chant et orchestre (1892) et Le Pardon, paraphrase évangélique avec adaptation musicale (1899), notamment.                  
Il meurt à Saint-Médard-en-Jalles le 19 octobre 1903,.                  